# Maria Teresa Agnesi
Maria Teresa Agnesi (Milán, 17 de octubre de 1720-Milán, 19 de enero de 1795) fue una conocida compositora de ópera, clavecinista y cantante italiana. 

## Biografía
Maria Teresa Agnesi fue la segunda hija de Pietro Agnesi y Anna Maria Brivio-Sforza. Todavía se desconocen muchos datos acerca de los progenitores. Pietro era un rico hombre de negocios. Se cree que su fortuna proviene del negocio de la seda. Anna Maria Brivio-Sforza era descendiente de la antigua familia patricia milanesa.
Pietro Agnesi, el padre, pretendía ascender en la escala social. Para ello, comenzó a adquirir inmuebles. No obstante, el intento fue en balde dado que para la aristocracia de su tiempo no dejó de ser más que un simple comerciante. Paralelamente, como parte de esta escalada, Pietro se esmeró en la educación de sus hijas María Gaetana y María Teresa. Era habitual en la época que personas con buena posición social ofreciesen reuniones de intelectuales en el salón de su casa. De esta forma, Pietro dio a conocer a sus hijas. Según las cartas de Charles de Brosses, un erudito francés que asistió a estos eventos, María Gaetana dominaba numerosos idiomas y era capaz de mantener conversaciones de ámbito filosófico. En estos eventos, Maria Teresa destacaba por sus facultades musicales como clavecinista y cantante.
Maria Teresa compone la ópera pastoral Il ristauro d’Arcadia en 1747 por encargo de Gian Luca Pallavini, ministro plenipotenciario y comandante general de las tropas austríacas en Milán. Esta ópera tuvo una gran acogida. Este éxito despertó el interés de la emperatriz María Teresa I de Austria y Francisco I del Sacro Imperio Romano en la compositora. María Teresa Agnesi fue llamada a conocer a los emperadores a quienes obsequió con nuevas piezas. La compositora regaló al emperador la ópera La Sofonisba y a la emperatriz una colección de arias. Según Simonetti, esas arias pasaron a ser las favoritas de la emperatriz.
Después de la muerte de Pietro Agnesi a inicios de 1752, Maria Teresa contrajo matrimonio con Pier Antonio Pinottini, un aristócrata menor, el 13 de junio de ese mismo año. No tuvieron descendencia. 
En 1753 Maria Teresa estrenó la ópera Ciro in Armenia en el teatro Regio Ducal. A finales de ese mismo año presentó la ópera Nitocri. En 1755, estrenó Il re Pastore, con libreto de Metastasio, culminando así con la década más fructífera de su carrera y obteniendo el reconocimiento del público.
En 1755 se concierta el matrimonio entre Fernando Carlos de Austria, hijo de la emperatriz María Teresa I de Austria, y María Beatriz de Este cuando ambos son niños. Se le encargó a Maria Teresa una obra para la celebración. Agnesi compuso la serenata L’insurbia consolata y se la entregó a la emperatriz en 1766. Las nupcias tuvieron lugar en octubre de 1771. De esta celebración se tiene constancia del estreno de Ascanio in Alba de W. A. Mozart y de Il Ruggiero de Hasse, pero no de la serenata de Agnesi.
En 1768 compone Ulisse in Campania, una serenata en dos partes destinada al matrimonio entre Fernando I de las Dos Sicilias y María Carolina de Austria, hija de la emperatriz María Teresa de Austria. Este matrimonio no fue el que se planeó en un primer momento. María Juana y María Josefa, hermanas mayores de María Carolina y primeras candidatas a desposarse con Fernando I de las Dos Sicilias, fallecieron en su adolescencia a causa de la viruela. El compromiso tuvo lugar en Milán el 6 de abril de 1768. Como era habitual, los festejos se dilataron en el tiempo. Ulisse in Campania se estrenó finalmente el 30 de mayo. Debido al éxito y agrado de los reyes, se repitió al día siguiente.
Se conserva una colección de arias que la compositora dedicó a María Antonia de Baviera y que data supuestamente de 1770. 
Hoy en día su música rara vez se interpreta aunque está siendo estudiada dentro de la musicología feminista y los estudios de género. Su música para tecla es complicada técnicamente. En esta producción instrumental se puede observar una evolución desde sus primeros trabajos hasta sus últimos más virtuosos y complejos.

## Obra

### Óperas
- II restauro d’Arcadia. Cantata pastoral. Milán, 1747. Libretista: Guido Riviera. I-Ma, S-I-F-IV-7.
- La Sofonisba. Dramma eroico en 3 actos. Milán, 1747–9. Libretista: G.F. Zanetti.
- Ciro in Armenia. Drama serio en 3 actos. Milán, 1753. Libretista: Maria Teresa Agnesi.
- Nitocri. Drama serio en 3 actos. Milán, 1753. Libretista: Apostolo Zeno. I-Mc, Z-6-2.
- Il re pastore. Drama serio en 3 actos. Milán, 1755. Libretista: Pietro Metastasio.
- L’Insubria consolata. Acompañamiento dramático en 2 actos. Milán, 1766. Libretista: Maria Teresa Agnesi. F-Pn, D-12695; I-Mb, VV.04.001/06.
- Ulisse in Campania. Serenata en 2 actos. Nápoles, 1768. Libretista: Maria Teresa Agnesi. I-Nc, 21.2.22.

### Otras piezas vocales
- 12 arias con instrumentos. D-Dl, Mus. 3275-I-1; RUS-Mrg, 954, 131-132.

### Piezas instrumentales
- 4 conciertos para clave (FaM, FaM, FaM, ReM). D-Dl, Mus.3275-T-1.
- 6 sonatas para órgano. I-Mdemicheli, Mus 121.
- Allegro ou Presto para instrumento de tecla. D-B.
- Alemanda militar y minuetto grazioso para instrumento de tecla. H-Bn.
- Fantasía en Fa M para clave. D-B, Mus.ms. 30206.
- Fantasía en Sol M para clave. D-B, Mus.ms. 30206.
- Minueto en Fa M para instrumento de tecla. D-LEm.
- Sonata en Sol M para clave. D-KA, Mus. Hs. 5; I-BRs, MS 1oo.
- Sonata en Fa M para clave. CH-Zms.